# Juglans olanchana
Juglans olanchana là một loài thực vật có hoa trong họ Juglandaceae. Loài này được Standl. & L.O.Williams mô tả khoa học đầu tiên năm 1950.